# Escuela Militar de Aviación (Guatemala)
La Escuela Militar de Aviación (E.M.A) es la entidad militar encargada de formar Pilotos Aviadores militares en Guatemala.

## Historia

### El Cuerpo de Aeronáutica Militar y el Servicio Aéreo Militar

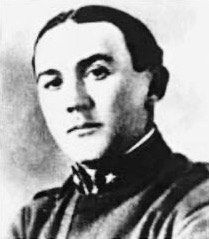
Piloto Dante Nannini Sandoval.

En 1913, el ciudadano mexicano Luis Ferro obtuvo autorización del gobierno del presidente, licenciado Manuel Estrada Cabrera, para inaugurar la primera Academia Nacional de Aviación en Guatemala.  La escuela se fundó oficialmente el 30 de junio de 1914, iniciando sus actividades con dos aviones monoplanos sin ningún instrumento para orientación - un Bleriot y un Nieuport. Los instructores de vuelo en esta primera etapa de la academia fueron Murvin Wood -estadounidense- y Dante Nannini Sandoval -guatemalteco-; el estadounidense Frank Bang fue el primer mecánico de aviación.
Los primeros alumnos fueron: Delfino Sánchez Latour, José Minondo, Donato Gonzales Tripaluri, el Barón Ernesto de Merck, Jorge De la Riva y el Coronel de Artillería Jorge Escobar. Las primeras prácticas se realizaban en el "Campo de Marte", pero la pérdida de los aviones en accidentes detuvo el desarrollo de la aviación guatemalteca por algunos años: 
- El avión Nieuport fue destruido por el piloto Alberto de La Riva, quien tuvo que saltar para salvar la vida en un despegue en el «Campo de Marte».
- El avión Bleriot fue destruido por Murvin Wood cuando se estrelló en San Pedrito (posteriormente parte de la zona 5 de la Ciudad de Guatemala), en uno de los vuelos de exhibición que se hacían para los jefes y oficiales de alta en los diferentes cuerpos militares de la época.

Para 1915 las actividades de vuelo habían sido suspendidas y comienza a incrementarse las prácticas de mecánica. En 1916 llegaron a Guatemala el piloto aviador sirio-estadounidense Shakir Saliba Jerwan, el mecánico de aviación italiano Manlio Montanelli y el piloto mexicano Carlos Comball, quienes repararon los aviones accidentados e impartieron clases de aviación en el país.  
Con el triunfo del movimiento unionista que derrocó a Estrada Cabrera en abril de 1920, el ciudadano Carlos Herrera y Luna fue nombrado presidente, y junto al nuevo Ministro de la Guerra Emilio Escamilla Hegel, decretó por medio del Acuerdo Gubernativo de fecha 12 de marzo de 1921 la creación del Cuerpo de Aeronáutica Nacional Militar, predecesor de la Fuerza Aérea Guatemalteca. Durante dicha administración (1920-1921), se solicitó a Francia una misión de pilotos aviadores militares instructores para el Ejército de Guatemala, la cual arribó al país centroamericano el 1.° de mayo de 1920.  También se adquirieron dos aviones tipo AVRO 504K, de manufactura inglesa. La misión francesa estaba compuesta de varios pilotos y del teniente de Aeronáutica Louis Fromont y el sargento de mecánicos Edgard Jeanneau.

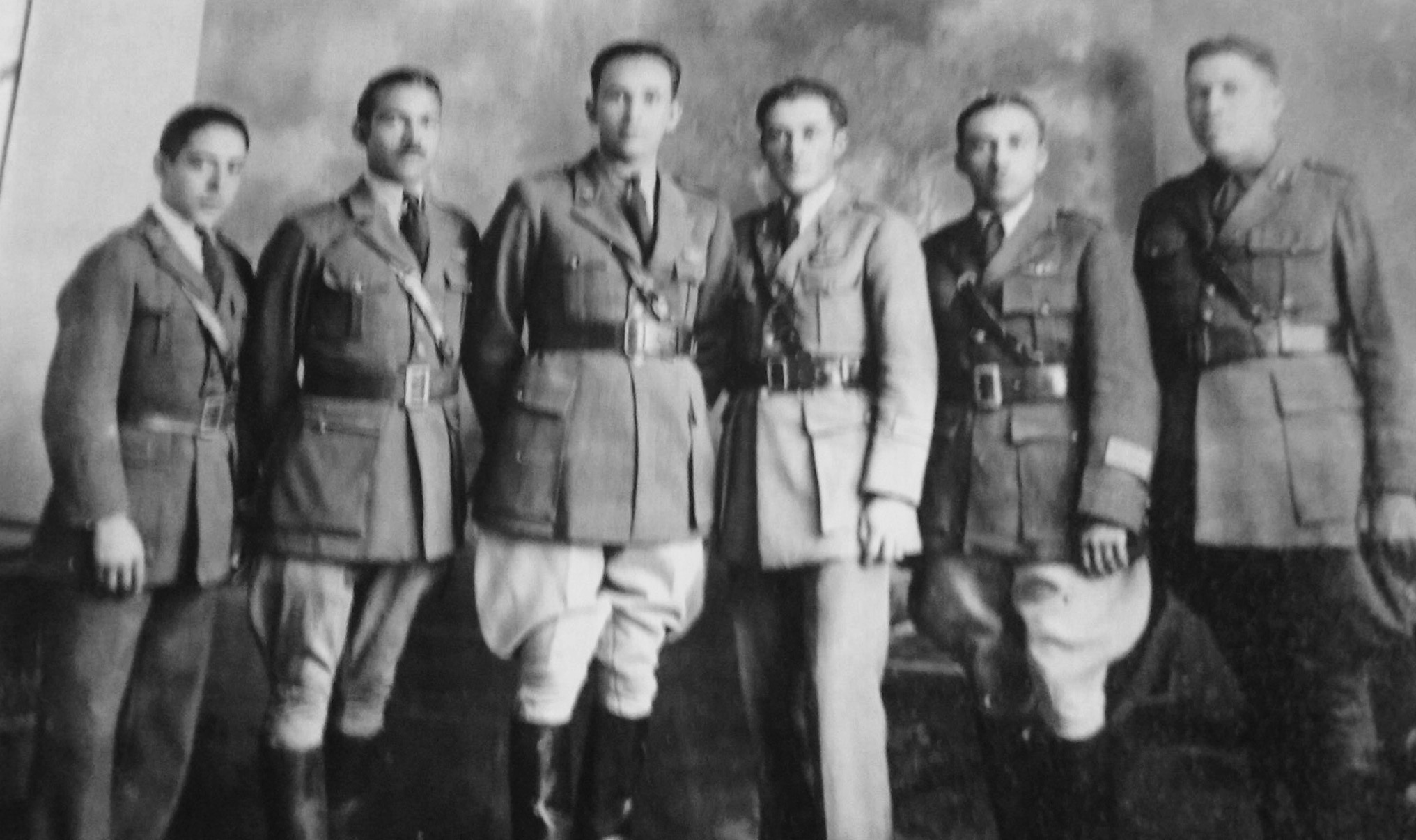
Pioneros de la aviación guatemalteca. De izquierda a derecha: Manuel Samayoa, Ricardo Rodas, Miguel García Granados III, Jacinto Rodríguez Díaz, Oscar Morales López y Perfecto Flores.

Durante la década de 1920, el campo de aviación y la Escuela de Aviación Militar se encontraban en el «Campo de Marte» y el primer hangar era una barraca de madera.  Los primeros alumnos aspirantes a pilotos aviadores militares, fueron seis ciudadanos guatemaltecos, entre ellos se menciona al entonces Comandante (grado equivalente actualmente al de Mayor del Ejército) Miguel Ydígoras Fuentes y al teniente Oscar Morales López. Además causaron alta como alumnos pilotos: los Capitanes Heriberto Taracena, Federico Flores Chavarría, Oscar Rodríguez y el Teniente Carlos Gálvez.
En el desarrollo de la aviación militar guatemalteca, resaltan también los nombres de los pilotos militares instruidos en diferentes academias de vuelo en los Estados Unidos de América: Teniente de Aeronáutica y P.A. Jacinto Rodríguez Díaz, el Coronel de Aviación, P.A. Miguel García Granados y el Coronel de Aviación P.A. Oscar Morales López. 
Utilizando los aviones monoplanos adquiridos para el Servicio Aéreo Militar, fundado en 1928, tres aviones Mohoney-Ryan «Brougham B2» efectuaron vuelos de buena voluntad. El Teniente Jacinto Rodríguez realizó el vuelo Guatemala–El Salvador–Nicaragua–Costa Rica-Guatemala en el avión marca Ryan bautizado «Centroamérica»: el coronel Miguel García Granados, por su parte, efectuó junto con el mecánico Carlos Merlén un vuelo Guatemala–La Habana–Washington–México–Guatemala en el avión Ryan bautizado «Guatemala»; y por último, el coronel Oscar Morales cubrió la ruta Guatemala–México–Texas–México-Guatemala en el avión «Waco T-10» bautizado como «El Quetzal».

### La Escuela de Aviación Militar y La Escuela de Mecánicos de Aeronáutica
En 1921, el piloto Fromont compró un avión marca «Morane Saulnier», el que más tarde vendió al Gobierno guatemalteco para la instrucción. En ese año se fundó la Escuela de Aviación Militar y adscrita a ella, inició también sus labores la Escuela de Mecánicos de Aeronáutica.
En 1935, durante la gestión presidencial del general Jorge Ubico Castañeda, la escuela compró cinco aviones franceses «Caudron C.601 Aiglon» para fortalecer el entrenamiento. Los Reglamentos de la Escuela de Aviación Militar y de la Escuela de Mecánicos de Aeronáutica adscritas al Cuerpo de Aeronáutica Militar, fueron emanados de la Secretaría de Guerra del Estado Mayor del Ejército el 6 de octubre de 1936, firmado por el secretario de Guerra, General de División José Gabriel Reyes Rodas. De 1942 a 1943, se realizaron trabajos de nivelación y construcción de la pista de aterrizaje de asfalto de 2000 metros de longitud, en el Campo de Aviación «La Aurora», y casi simultáneamente comenzó a funcionar la Escuela de Aviación Militar en el Aeródromo Militar «Los Cipresales». La escuela poseía aeronaves de entrenamiento estadounidenses marca «Ryan ST-A Special»; doce unidades se utilizaron de 1938 a 1947, divididas en dos escuadrones: los «Búhos» y los «Cuervos».   El primer Director de la escuela fue el coronel de aviación, P.A. Marco Antonio Asturias Sobral, sucediéndole como directores, los coroneles de aviación y P.A.:
- Arturo Altolaguirre Ubico
- Horacio Peláez Vela
- Geraldin Mazariegos
- Julio Ernesto Gálvez Rosales
- José Luis Lemus Ramírez, y
- Adolfo Búcaro Moreira

Búcaro Moreira, fue el último de los directores de la Escuela de Aviación Militar, ya que esta fue cerrada por disposición del secretario de la Guerra, general José Gabriel Reyes Rodas, hacia el final del gobierno del general Ubico. Tras el cierre de la escuela en el aeródromo “Los Cipresales”, la instrucción aérea se realizó en la Fuerza Aérea Guatemalteca, ubicada en el Aeropuerto Internacional La Aurora; en estas instalaciones estuvo la academia desde 1947 hasta finales de la década de 1960. Tras el derrocamiento del coronel Jacobo Arbenz Guzmán, el gobierno de Estados Unidos vendió al gobierno del coronel Carlos Castillo Armas aviones de la Marina y Fuerza Aérea norteamericana Texan AT-6 y North American P-51 Mustang; en agosto de 1954 el gobierno liberacionista recibió los tres primeros Mustang P-51 de un total de 34 unidades.
Durante la década de 1970 se reiniciaron las labores de la Escuela Militar de Aviación (E.M.A.), CON el Mayor P. A. Leonel Solís Vásquez y el Coronel P. A. Rubén Arturo Monzón Juárez como directores. Los alumnos fueron oficiales subalternos egresados de la Escuela Politécnica de Guatemala y utilizaron para el entrenamiento los helicópteros Sikorsky H-19D CHICKASAW del escuadrón de helicópteros de la Fuerza Aérea Guatemalteca. En junio de 1978, el Comandante de la (FAG), coronel de Aviación, P.A. Carlos Augusto Morales Villatoro, ordenó la estructuración de una Escuela Militar de Aviación, acorde a las técnicas de la enseñanza de la aviación moderna; el objetivo fue formar nuevos pilotos aviadores militares de ala fija y helicópteros. Después de cinco meses de planeamiento y organización, ya durante el gobierno del general Fernando Romeo Lucas García, por acuerdo presidencial dieron inicio las actividades de la Escuela Militar de Aviación, la cual fue oficialmente reinaugurada el 1.° de febrero de 1979.
La Escuela Militar de Aviación, inició sus labores con un total de veinte alumnos: doce de ala fija y ocho de ala rotativa y su primera promoción se graduó el 25 de julio de 1980;  durante la graduación se cantó por primera vez el Himno de la Escuela Militar de Aviación. La Escuela Militar de Aviación estaba ubicada al final de la Avenida Final Hincapié, en la zona 13, en las instalaciones del Aeropuerto Internacional La Aurora; en esas instalaciones se graduaron cinco promociones de pilotos aviadores militares. Debido al incremento en las hostilidades en la Guerra Civil de Guatemala, las operaciones contrainsurgentes se hizo mayor énfasis en el entrenamiento de ala rotativa, ya que el helicóptero era un medio decisivo en el combate, extracción de heridos y evacuación de personal así como el puente logístico entre las unidades militares. El Alto Mando del Ejército de Guatemala decidió incrementar el número de pilotos de ala rotativa y en 1982 se graduaron catorce pilotos aviadores y trece pilotos aviadores el 12 de mayo de 1984. El 29 de noviembre de 1985, se graduó la quinta y última promoción con doce oficiales graduados en ala fija y once de ala rotativa.
El  8 de diciembre de 1982, se aprobó el uniforme de Gala de la EMA, el uso del overol de vuelo para entrenamiento, color naranja. También se aprobó el uso de distintivos, parches, gafetes y brevet de Media Ala, y se instituyeron la bandera y el estandarte de la Escuela Militar de Aviación.
La línea de vuelo para el entrenamiento de las mencionadas promociones fue: 
- doce unidades de aviones Pilatus PC-7 de fabricación suiza
- doce unidades de aviones Skyhawk II R-172 K (T-41 Mescalero, versión militar)
- doce unidades de helicópteros Bell Jetranger 206L.
- cuatro simuladores de vuelo: dos simuladores de avión ATC-610 «Personal Fix IFR Flight Simulator», y dos simuladores de helicóptero ATC-112H 'Helicopter IFR Flight Simulator' con sus consolas de instrucción ATC-510.

### Traslado a Guatemala
La Escuela Militar de Aviación se trasladó a la Base Aérea del Sur, “Coronel Mario Enrique Vásquez Maldonado” en 1989 y quedó adscrita a este comando utilizando el Aeródromo Retalhuleu -Comando Aéreo del Sur-, en el departamento de Retalhuleu. El primer director en sus nuevas instalaciones fue el mayor de aviación, P.A. Mario Augusto Rivas García. Desde entonces se han graduado ocho promociones de pilotos aviadores militares incluyendo a las dos primeras damas oficiales, quienes ingresaron el 17 de enero de 2001.
El Gobierno de Guatemala compró cinco nuevas unidades de entrenamiento básico y avanzado, sustituyendo a los aviones Pilatus PC-7 y CESSNA R-172K. Los aviones modelo T-35 Pillán, fabricados por la 'Empresa Nacional de Aeronáutica de Chile' (ENAER), arribaron a la Fuerza Aérea Guatemalteca el 3 de noviembre de 1998 procedentes de ese país sudamericano, y fueron colocadas en la Escuela Militar de Aviación, Aeródromo Retalhuleu, para fines de instrucción primaria básica y avanzada. También se reinstaló el Laboratorio de Simuladores de Vuelo, utilizando dos simuladores JEPPESEN FS-200 ADVANCE, FLITE PRO IFR FLIGHT SIMULATOR. A partir de la Décima para la Décima Tercera Promoción, se han graduado como pilotos aviadores militares y capitanes en comando, en el sistema del avión T-35 Pillán.
El 1.° de julio de 2004 el Ministerio de la Defensa Nacional acordó que la Comandancia de la Fuerza Aérea Guatemalteca ejercería el comando y el control de la Fuerza de Aire del Ejército de Guatemala; en el artículo N.°10 del acuerdo, la Escuela Militar de Aviación, quedó encomendada a canalizar todo lo concerniente a sus funciones para el cumplimiento de su misión, a través de la Comandancia de la Fuerza Aérea Guatemalteca y la cual deja de ser adscrita al Comando Aéreo del Sur, “CMEVM”.

## Misión y estrategia

### Misión
Formar Oficiales de Aviación como Pilotos Aviadores Militares, y de aquellas especialidades aeronáuticas que sean requeridas por la Fuerza Aérea Guatemalteca del Ejército de Guatemala. Asimismo, planificar e impartir los cursos de profesionalización en coordinación con el Comando Superior de Educación del Ejército (COSEDE).

### Visión
Que todo oficial de la Fuerza de Aire del Ejército de Guatemala graduado alcance los más altos estándares de calidad profesional, ética y moral en los diferentes niveles jerárquicos y en las especialidades aeronáuticas, logrando con esto coadyuvar a cumplir de manera eficaz y eficiente la misión operativa de la Fuerza Aérea Guatemalteca.